# L'Aiguillon (Cantal)
Pour les articles homonymes, voir Aiguillon.
L'Aiguillon est un sommet des monts du Cantal dans le Massif central.

## Géographie
L'Aiguillon est situé sur une ligne de crête entre les communes de Laveissière et d'Albepierre-Bredons, entre le puy du Rocher et le rocher de la Sagne du Porc.

## Activités

### Protection environnementale
Le sommet est inclus dans le site Natura 2000 « Massif cantalien », dans la ZNIEFF de type 2 « Monts du Cantal », ainsi que dans la ZNIEFF de type 1 « Plomb du Cantal et Prat-de-Bouc ».

### Randonnée
Le sentier de grande randonnée 4 et le sentier de grande randonnée 400 l'approchent au sud-ouest.